# St. Johannes Nepomuk (Thürnthenning)

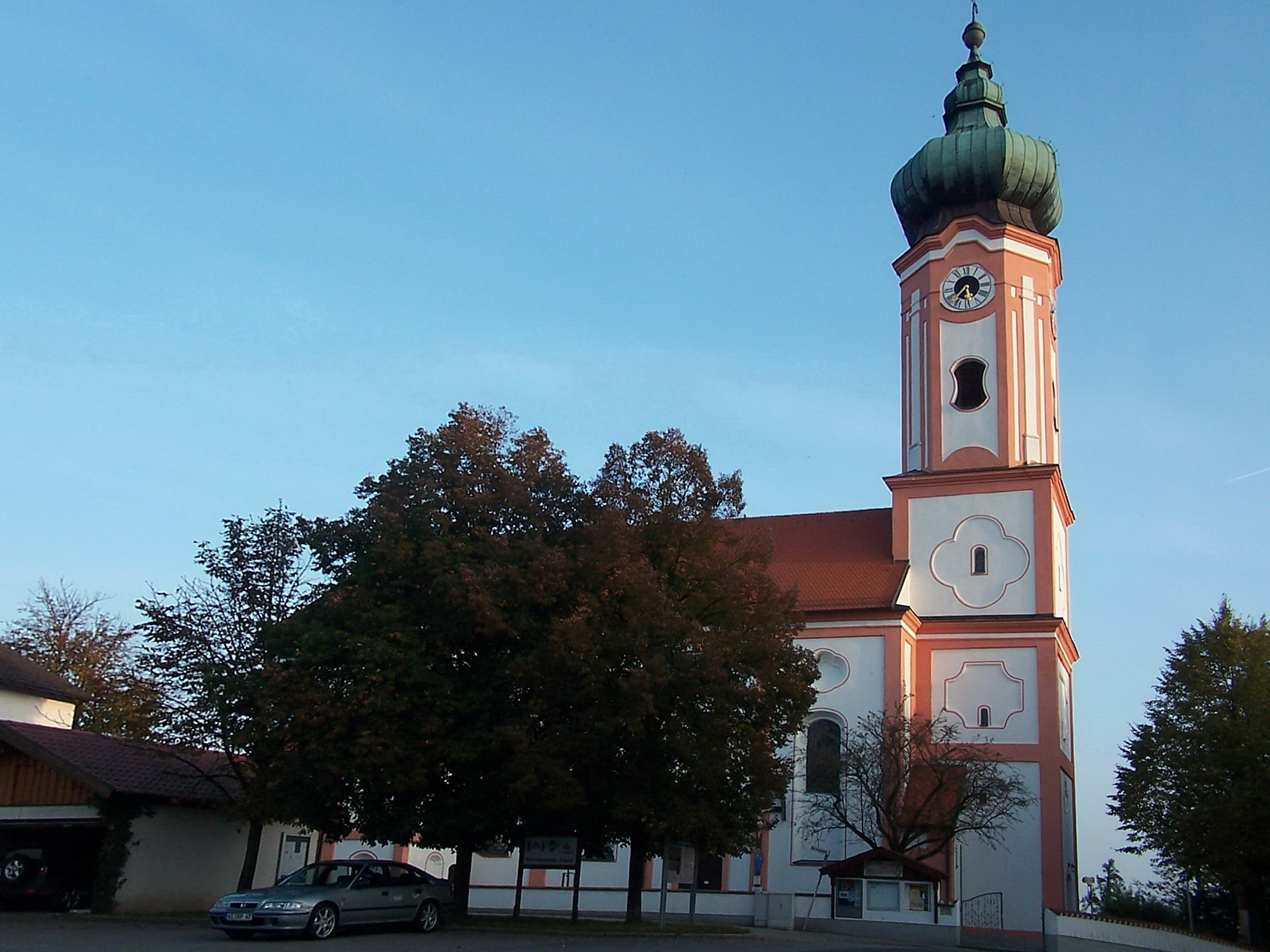
Außenansicht der Filialkirche St. Johannes Nepomuk in Thürnthenning

Die römisch-katholische Filialkirche St. Johannes Nepomuk in Thürnthenning, einem Ortsteil von Moosthenning im niederbayerischen Landkreis Dingolfing-Landau, ist eine in den Jahren 1732/33 errichtete barocke Saalkirche. Durch ihre Lage auf dem Höhenrücken nördlich des Isartals ist sie weithin sichtbar.

## Geschichte

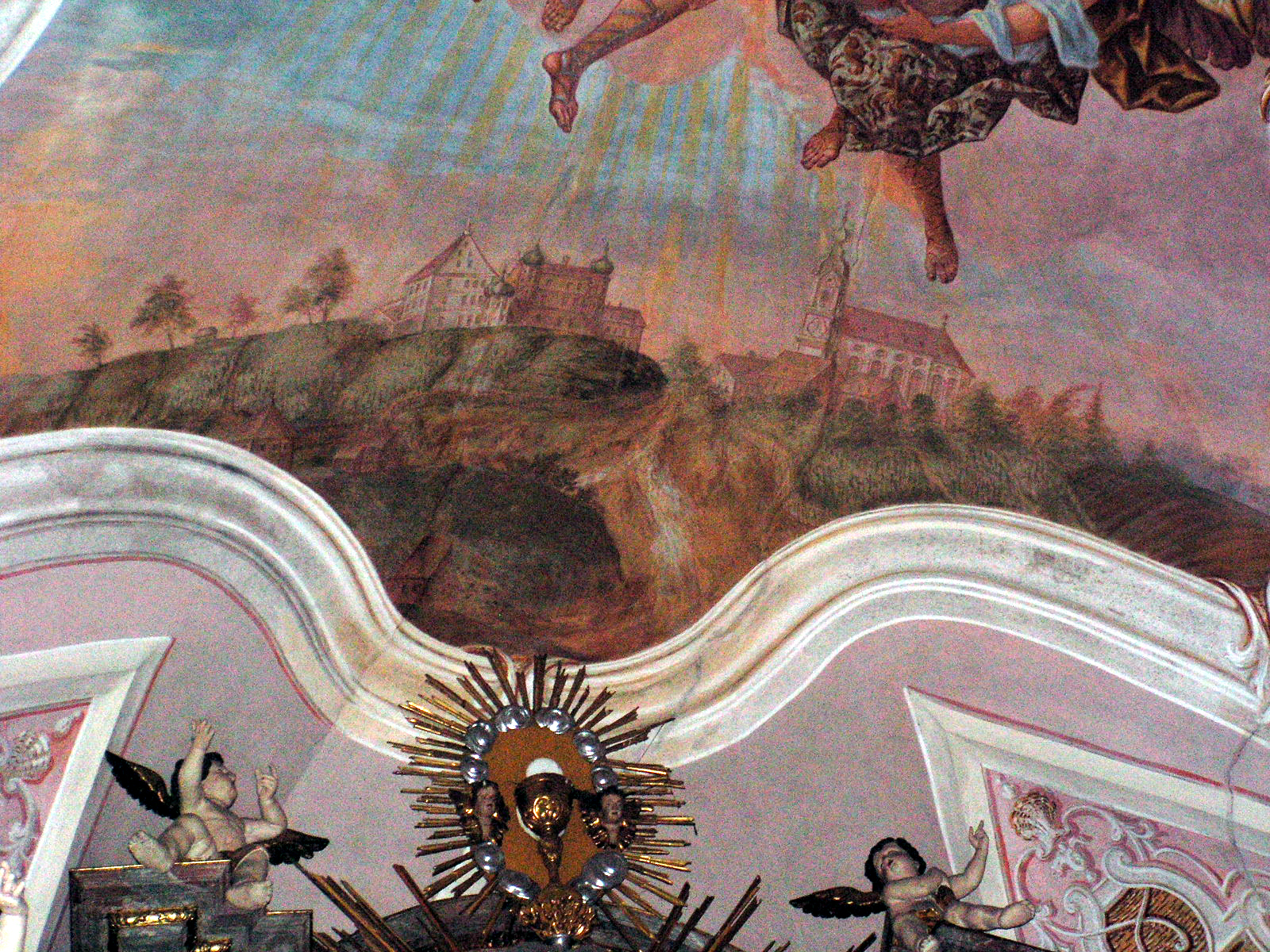
Detail des Chorfreskos: Historische Ansicht der Ortschaft Thürnthenning mit Kirche, Schloss und Weingärten

Der heutige Ort Thürnthenning wurde bereits in den Jahren 889 und 891 erstmals im Traditionsbuch des Regensburger Klosters Sankt Emmeram erwähnt. Aus der Endung „-ing“, der keltischen Endung für einen Siedlungsort, lässt sich schließen, dass der Ort eine Ansiedlung der Bajuwaren war. Da das Auengebiet des Unteren Isartals häufig von Überschwemmungen betroffen war, wurde die Siedlung aus strategischen Gründen auf dem Höhenzug nördlich davon errichtet. Spätestens ab dem 14. Jahrhundert war Thürnthenning eine Hofmark, wobei das zugehörige Schloss heute nicht mehr existiert. Zur Zeit des Kirchenbaus entstammten die Hofmarksinhaber der Adelsfamilie der Auer vom Winkel. Thürnthenning gehört seit jeher unverändert der Pfarrei Ottering an. Das Verhältnis der Hofmarksinhaber zu den Otteringer Pfarrherrn war schlecht, da sich die Auer vom Winkel immer wieder in kirchliche Angelegenheiten einmischten und so die Autorität des Pfarrers beschnitten. Selbst Schlichtungsversuche des Regensburger Bischofs führten nie zu einer dauerhaften Lösung des Konflikts.
Um die Umstände des Kirchenbaus genauer nachvollziehen zu können, sollte folgende Begebenheit bekannt sein: Am 11. November 1694 war Pfarrer Johann Doppler von Ottering mit einer Gruppe Pfarrangehöriger auf dem Rückweg vom Martinifest in Dingolfing. In einem Waldstück hinter Moosthenning hatte sich der junge Baron Franz Xaver von Auer, der gerade auf Pirsch war, unter einem Baum zur Rast niedergelassen, als ihm die Gruppe um Pfarrer Doppler begegnete. Wie Baron von Auer später offen zugab, hatte er dem Pfarrer seine geladene Büchse „an die Wange gehebt und dabei sogar gedacht (...): Jetzt wenn ich wollt, könnt ich ihn erschießen!“ Aus unbekannten Gründen löste sich tatsächlich ein Schluss und verletzte den Ortsgeistlichen tödlich. Das Tötungsdelikt blieb zunächst ungesühnt, jedoch plagte Franz Xaver von Auer zeitlebens sein schlechtes Gewissen. So gab er Anfang der 1730er Jahre als Sühneleistung schließlich einen Kirchenbau zu Ehren des heiligen Johannes Nepomuk in Thürnthenning in Auftrag.
Dieser wurde in sehr kurzer Zeit, etwa vom Frühjahr 1732 bis zum Herbst 1733, durch Baumeister Georg Weigenthaler aus Dingolfing ausgeführt. Für die Ausstattung des Innenraumes waren vor allem zwei namhafte Künstler verantwortlich: Die Fresken und das Hochaltargemälde stammen von dem vor allem im Straubinger Land tätigen Barockmaler Joseph Anton Merz, der ein Schüler von Hans Georg Asam, dem Vater der berühmten Brüder Asam, war. Dieser stammte ursprünglich aus Marktoberdorf im Allgäu, ließ sich aber kurz nach der Wende zum 18. Jahrhundert in Straubing nieder. Die Bildhauerarbeiten übernahm der aus Oberösterreich stammende Simon Hofer, der in der ersten Hälfte des 18. Jahrhunderts eine Werkstatt in Geiselhöring besaß. Ein gemeinsames Werk von Merz und Hofer ist auch die Klosterkirche Oberalteich. Nach Thürnthenning kamen die beiden Künstler wohl durch die Vermittlung des Bruders von Franz Xaver von Auer, der als Pater Sabinus im Prämonstratenserkloster Windberg wirkte. Der Kirchenstifter selbst sollte die Fertigstellung des Baus nicht mehr erleben.
Nach einem Brand im Jahr 1755 musste die Zwiebelkuppel des Kirchturms neu errichtet werden. Ansonsten wurden bis zum heutigen Tage keine baulichen Veränderungen mehr vorgenommen. Vor allem im 20. und 21. Jahrhundert wurde die Kirche allerdings mehrfach restauriert. Die letzte grundlegende Innenrenovierung erfolgte im Jahr 1985. Hierbei erhielt die Kirche im Sinne des Zweiten Vatikanischen Konzils einen Volksaltar, der von dem Otteringer Kunstschreiner Paul Weinzierl angefertigt wurde. In den 2000er Jahren wurde eine Außenrenovierung durchgeführt. Im zeitlichen Umfeld dieser Arbeiten erfolgte auch die Generalsanierung der Orgel im Jahr 2000 und die Anschaffung eines Ambos 2005. Letzterer stammt von dem Werk- und Planungsatelier Alfred Fischer, ebenfalls ansässig in Ottering.

## Architektur

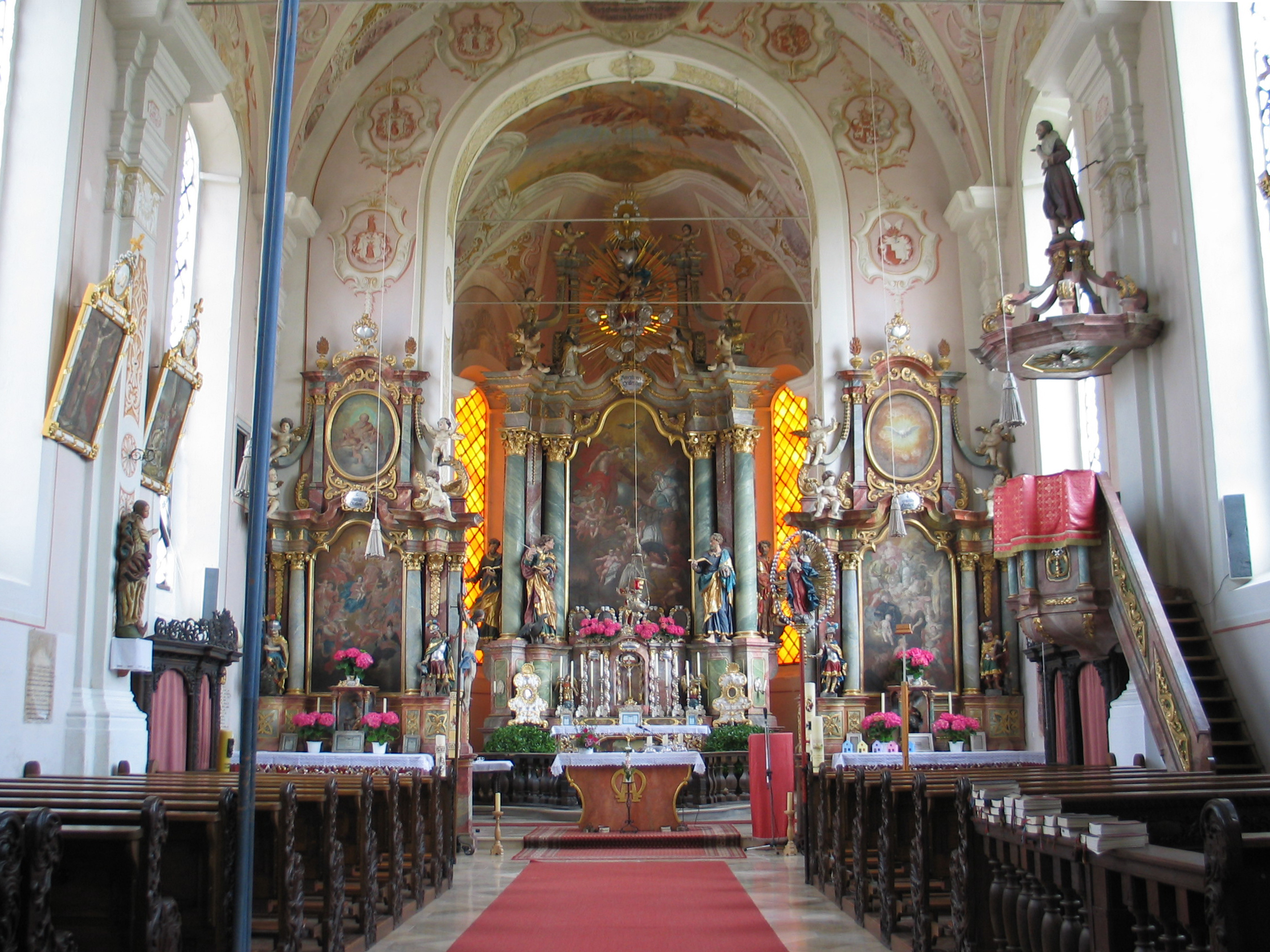
Innenansicht

Das Gotteshaus ist eine nach Osten ausgerichtete Saalkirche – erbaut 1732/33 im barocken Stil, wobei auch Stilelemente des aufkeimenden Rokoko zu finden sind. Es besteht aus einem vierjochigen Langhaus und einem etwas schmäleren zweijochigen Chor, der in drei Sechseckseiten geschlossen ist. Die weiß getünchten Außenmauern werden durch hellrot hervorgehobene Lisenen gegliedert. An dessen Nordseite ist die zweistöckige Sakristei angebaut, deren Obergeschoss sich als Oratorium über ein Fenster in den Chorraum öffnet. Dieser Raum war früher allein der jeweiligen Hofmarksfamilie vorbehalten. Auf der Rückseite des sattelgedeckten Langhauses, also im Westen, schließt sich der stattliche, etwa 46 Meter hohe Turm an, dessen Kanten ebenfalls durch hellrote Lisenen betont sind. Der Turmunterbau besteht aus drei quadratischen Geschossen, wobei zwischen dem zweiten und dritten Geschoss in Fortsetzung der Trauflinie des Langhauses ein markantes Gesims angebracht ist. Oberhalb des dritten Geschosses, etwa auf Firsthöhe des Kirchenschiffs, geht der Unterbau mittels eines weiteren Gesimses in das Glockengeschoss über. Dieses ist mit abgeschrägten Kanten versehen und besitzt zu allen vier Seiten Schallöffnungen in „Bassgeigenform“ sowie Uhren. Den oberen Abschluss bildet eine eingeschnürte Zwiebelkuppel, die von Kugel und Kreuz bekrönt wird.
Das Turmerdgeschoss kann durch eine einfache, mit Kupferblech beschlagene Tür betreten werden und bildet einen Vorraum. Ein schweres, mit Eisennägeln beschlagenes Portal aus Eichenholz führt ins Innere. Zunächst befindet sich der Besucher unterhalb der Doppelempore, welche im rückwärtigen Langhausjoch eingezogen ist. Tritt man etwas weiter nach vorne, so eröffnet sich ein hoher, lichter Raum, der von einem Tonnengewölbe mit Stichkappen überspannt ist. Die gleiche Gewölbeform ist auch im Chorraum anzutreffen. Das mit zahlreichen Fresken und Grisaillen verzierte Gewölbe ruht auf Pilastern mit Stuckverzierungen und stark profiliertem Gebälk. Der Altarraum ist mittels eines runden Chorbogens merklich eingezogen. Die Beleuchtung des Raumes erfolgt über hohe Rundbogenfenster. Die beiden schräg neben dem Hochaltar angeordneten Fenster besitzen gelbes Glas, welches den Chorraum in ein besonderes Licht taucht.

## Ausstattung

### Fresken

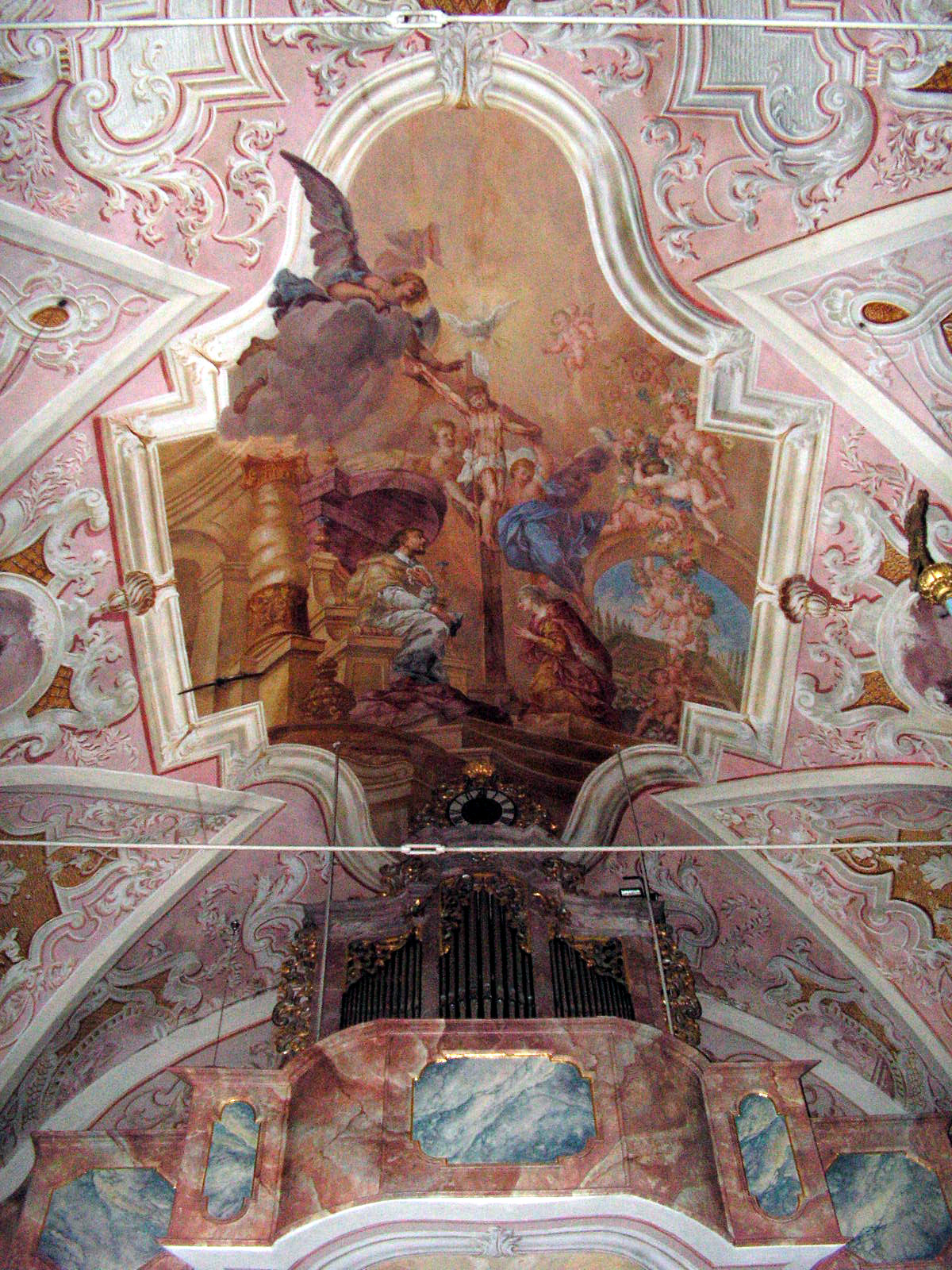
Fresko über der Orgel: Beichte der böhmischen Königin beim heiligen Johannes Nepomuk

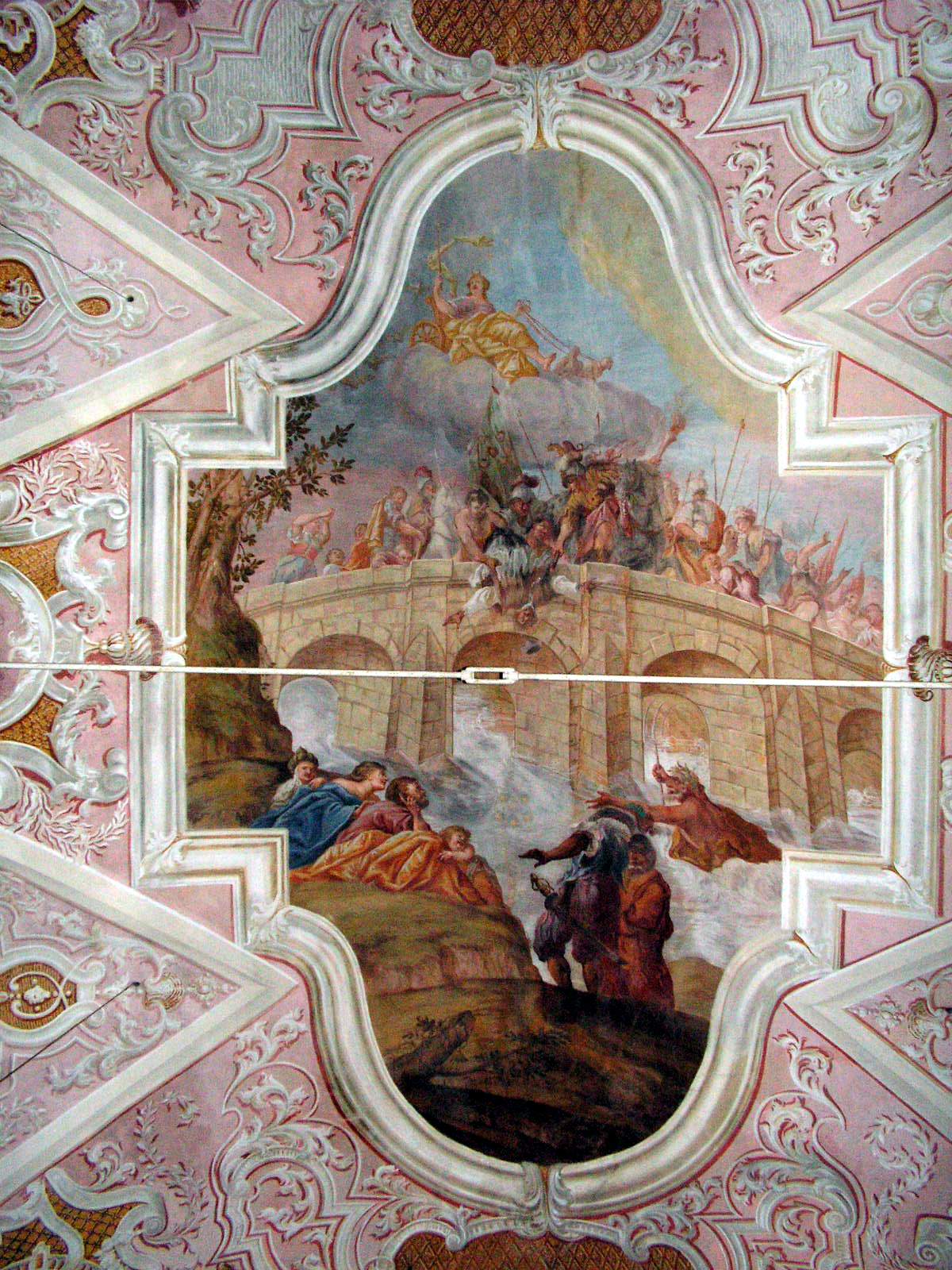
Hauptfresko im Langhaus: Martyrium des heiligen Johannes Nepomuk

Die von Joseph Anton Merz geschaffenen Fresken sind vor allem dem Kirchenpatron St. Johannes Nepomuk gewidmet und folgen einem wohldurchdachten theologischen Konzept. Auf dem hinteren Langhausfresko, das direkt über der Orgel zu finden ist, wird die legendäre Beichte der böhmischen Königin dargestellt, die letztendlich der Grund für die Ermordung ihres Beichtvaters, des heiligen Johannes Nepomuk, ist. Begleitet wird diese Szene von einem Kruzifix und zahlreichen Engeln sowie von einem schönen Barockgarten im Hintergrund. Das große Fresko im Kirchenschiff zeigt das Martyrium des heiligen Johannes Nepomuk in Prag, der aufgrund seiner Weigerung, das Beichtgeheimnis zu brechen, durch eine wütende Volksmenge von einer Brücke gestürzt wird. Unten im Wasser sind bereits die fünf Sterne zu sehen, die später auf seinen versunkenen Leichnam aufmerksam machen werden und ihn gleichsam dem Satan, der im Wasser schon wartet, entreißen werden. Das händeringende Mädchen auf der Brücke gilt als typisches Stilelement von Merz. Dagegen sorgt die bangende Menschengruppe im Vordergrund für eine gewisse Bildtiefe, damit der Maler die an sich eher in Breitenrichtung ausgedehnte Brücke auf dem hochformatigen Bild besser darstellen kann. Auffällig ist zudem, dass die Farben von eher dunklen, erdigen Tönen im unteren Bereich gen Himmel immer heller und strahlender werden. Im Chorfresko schließlich ist der heilige Johannes Nepomuk in der Glorie, verkörpert durch helles Licht und zahlreiche Engelsgestalten, dargestellt. Die Szene ereignet sich über der historischen Ansicht von Thürnthenning. Da die Kirche sehr detailgetreu wiedergegeben ist, kann man davon ausgehen, dass auch das 1851 abgebrochene Schloss realistisch dargestellt ist. Gut zu erkennen sind auch die für Thürnthenning früher charakteristischen Weingärten, in denen Baierwein kultiviert wurde.
Unterhalb des zweiten Emporengeschosses ist ein weiteres bemerkenswertes Fresko zu finden. Es ist der Thürnthenninger Rosenkranzbruderschaft gewidmet, welche 1729 vom Kirchenstifter Franz Xaver von Auer gegründet wurde und bis zum heutigen Tage besteht. Auf dem Gemälde ist Maria mit dem Jesuskind über dem Fegefeuer thronend dargestellt. Während die Madonna ein güldenes Gefäß leert, sodass Rosenkränze zu den Armen Seelen hinabfallen, gießt das Jesuskind gerade Leib und Blut Christi in Form von Hostien und Wein über diesen aus. Außerdem kommen mehrere Engel aus dem Himmel zu den Armen Seelen hinab, um diese aus dem Fegefeuer zu retten. Ein Engel trägt eine Tafel mit der Inschrift „Vollkomner Ablaß“ (vollkommener Ablass der Sünden). In den Gewölbezwickeln hat der Barockmaler Merz in Grisaille-Technik die Tugenden der Heiligen dargestellt. Zwischen den Fresken, in den Stichkappen und oberhalb der Fenster befindet sich eine üppige Ausmalung in Form von Blattwerk, Rankwerk, Vasen und Rocaillen.
Am Chorbogen sind sechs verschiedene Wappen von Adelsfamilien dargestellt, unter anderem das der Auer vom Winkel mit einem Löwenkopf. Dieser ist noch heute im Gemeindewappen von Moosthenning zu finden. Am Chorbogenscheitel befindet sich eine Kartusche, die auf den Kirchenstifter Franz Xaver von Auer hinweist. Die Inschrift lautet: „Zu Ehren des hl. Johann von Nepomuk, der seligsten Jungfrau Maria und des hl. Nikolaus hat Maximilian Franz Xaver Auer, Reichsfreiherr von Rohrenbach, Herren zu Thürnthenning, Ottering, Königsau dies Gotteshaus von Grund aus gebaut im Jahre 1732.“ Es findet sich darin auch der Hinweis auf die beiden Nebenpatrone der Kirche, die heilige Maria und den heiligen Nikolaus.

### Hochaltar

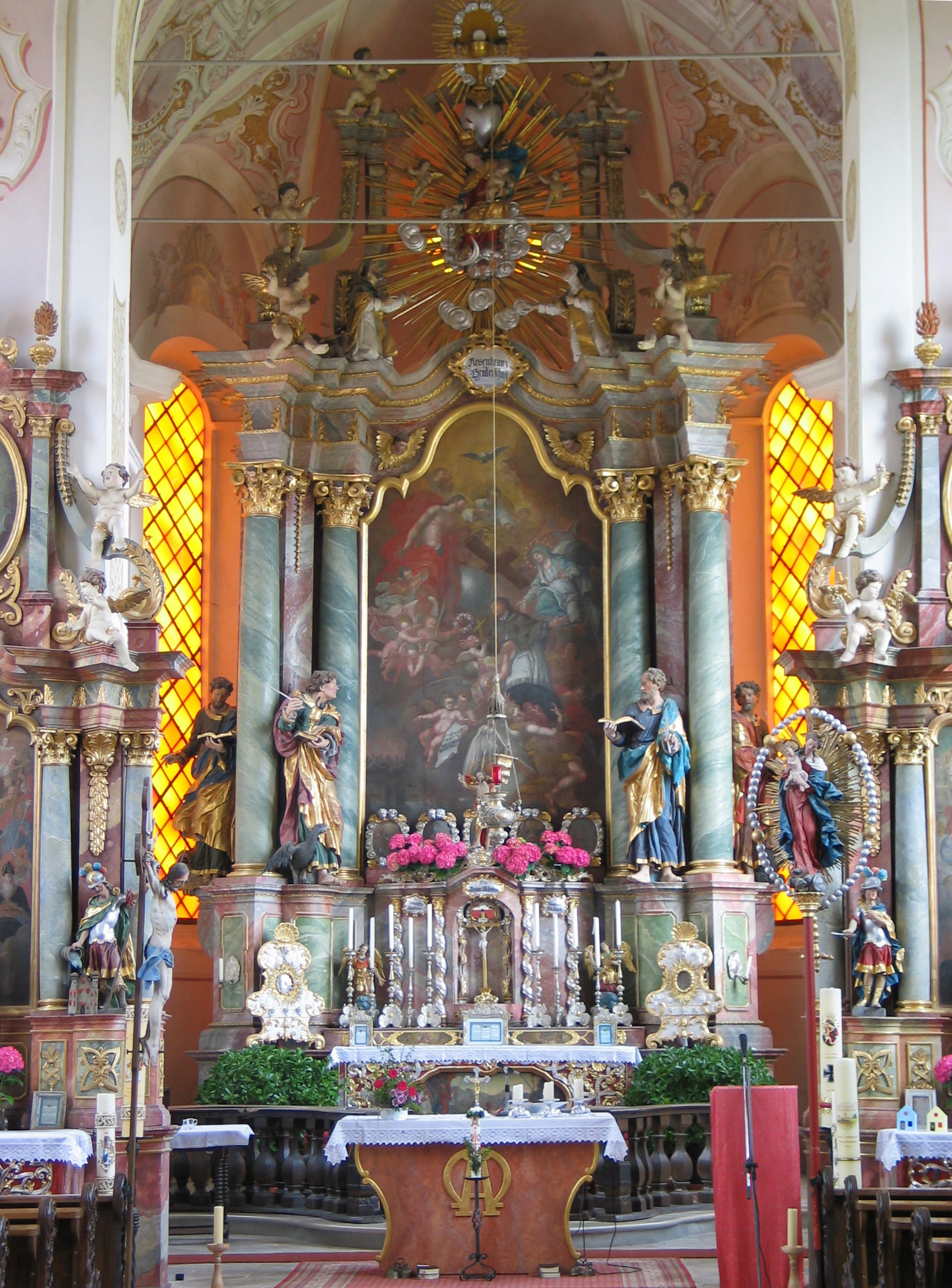
Barocker Hochaltar

Der stattliche Hochaltar wurde von dem Bildhauer Simon Hofer geschaffen. Zwei Säulenpaare rahmen das von Joseph Anton Merz gestaltete Altarblatt. Es stellt den Kirchpatron Johannes Nepomuk als himmlischen Fürsprecher dar. Im Hintergrund ist unten links noch sein Martyrium zu sehen, während im Vordergrund der Heilige in den geöffneten Himmel emporgehoben wird. Er ist dabei von zahlreichen Engeln und Heiligen, unter anderem vom heiligen Nikolaus und der Gottesmutter Maria – beide Nebenpatrone der Kirche sind rechts oben dargestellt – umgeben. Auf der linken Seite wird ihm von einem Engel der Siegeskranz überreicht, oben erwartet ihn die Heilige Dreifaltigkeit. Rings um die vier Säulen des Altaraufbaus sind Figuren der vier Evangelisten mit ihren Attributen angeordnet, die ebenfalls von Simon Hofer stammen. Von links nach rechts sind dargestellt: Markus mit dem Löwen, Johannes mit dem Adler, Matthäus mit dem Menschen und Lukas mit dem Stier. Im Auszug des Hochaltares befindet sich eine plastische Darstellung der Rosenkranzkönigin, ein weiterer spiritueller Mittelpunkt der Rosenkranzbruderschaft. Diese wird von zwei großen Förderern des Rosenkranzgebetes verehrt, der heiligen Katharina von Siena und dem heiligen Dominikus. Die Auszugsdarstellung wird von einigen Putten flankiert, die ebenfalls von Simon Hofer stammen dürften. Am Antependium ist die Speisung der Israeliten in der Wüste zu sehen. Darüber, auf der Altarmensa, befindet sich der Drehtabernakel, auf dem fünf sogenannte Tortschen zu sehen sind. In kunstvoll gestalteten Rahmen können wechselnde Bilder eingesetzt werden, die die Rosenkranzgeheimnisse in Verbindung zu anderen Themen des Kirchenjahres setzen.

### Seitenaltäre
Links und rechts des Chorbogens befinden sich zwei gleich aufgebaute Seitenaltäre. Diese sind wie der Hochaltar viersäulig aufgebaut; das ovale Auszugsbild wird jeweils von mehreren Putten und zwei Pilastern, die mit einer Vase bekrönt sind, begleitet. Auf dem Hauptbild des linken Seitenaltares sind die vierzehn Nothelfer dargestellt. Das Bild wird flankiert von Figuren des heiligen Georg (links) und des heiligen Florian (rechts). Auf dem rechten Seitenaltarblatt ist die eher seltene Darstellung der Sieben Zufluchten zu sehen. Als Seitenfiguren fungieren hier der heilige Sebastian (links) und der heilige Martin (rechts), der gerade mit dem Schwert seinen Mantel zerteilt.

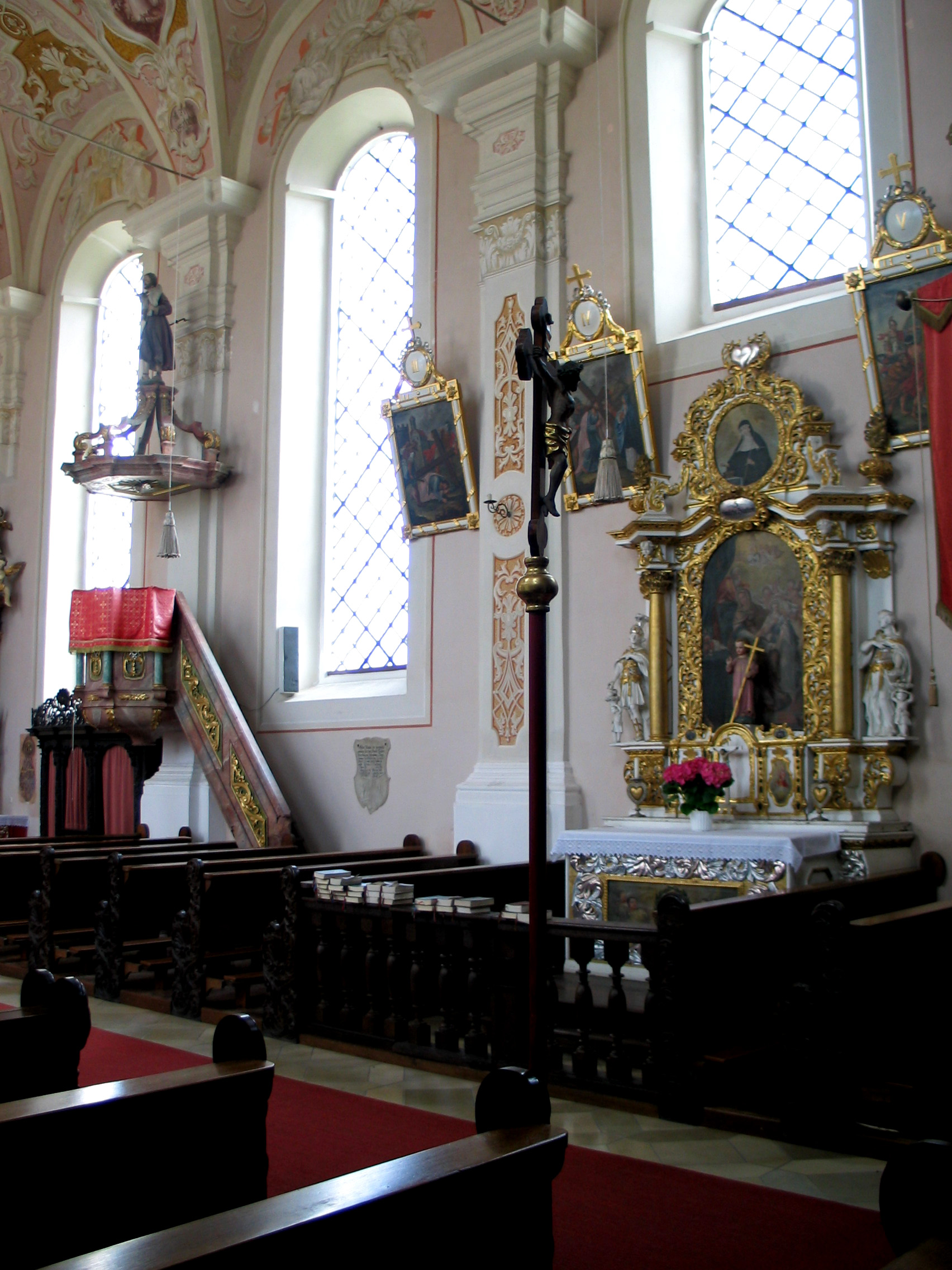
St.-Anna-Altar und barocke Kanzel

Der vierte Altar der Kirche befindet sich nahe dem Portal auf der rechten Langhausseite. Es handelt sich dabei um den St.-Anna-Altar, der zugleich Stifteraltar der Hofmarksherrn war. Auf dem Altarblatt sind die heilige Anna und der heilige Joachim mit ihrer Tochter, der Gottesmutter Maria zu sehen. Bei den flankierenden Seitenfiguren handelt es sich um die Namenspatrone des Stifterehepaares, den heiligen Franz Xaver und die heilige Isabella. Das Epitaph für den Kirchenstifter und seine Gattin befindet sich unmittelbar neben dem St.-Anna-Altar. Im Gegensatz zu den übrigen drei Altären ist dieser ganz in Weiß und Gold gefasst. Eine Besonderheit der Seitenaltäre sind die fünf Kartuschen, die als „römische Stationen“ beschriftet sind und an die Stationskirchen in Rom erinnern sollen.

### Kanzel
Die Kanzel auf der Epistelseite ist eine handwerklich gute Arbeit im Stile des Spätbarock. Oberhalb des polygonalen Korpus ist der Schalldeckel angebracht, an dessen Unterseite eine Heilig-Geist-Taube zu sehen ist. Die Oberseite trägt einen Volutenaufbau mit einer Figur Jesu als der Gute Hirte.

### Übrige Ausstattung
Die Beichtstühle, das Chorgestühl und die Wangen des Laiengestühls, die kunstvolles Akanthus-Schnitzwerk tragen, sind schöne Zeugnisse der ländlichen Handwerkskunst in der Barockzeit. Auch der Kreuzweg ist barock und besteht aus qualitätvollen Ölgemälden. An der hinteren Langhauswand erinnern zwei Votivtafeln an den Kirchenbau in den Jahren 1732 und 1733 sowie an den Brand des Kirchturms im Jahr 1755. Hier befindet sich auch ein Gemälde von Christus an der Geißelsäule, das etwa um dieselbe Zeit entstanden sein dürfte. Auf dem Bild treten die Blutstropfen des gemarterten Heilands plastisch hervor. Die Orgel, die auf dem oberen Emporengeschoss untergebracht ist, stammt von der Firma G. F. Steinmeyer & Co. aus Oettingen am Ries. Das Orgelwerk besitzt eine pneumatische Spiel- und Registertraktur und 11 klingende Register. Es ist in einem kunstvollen Barockgehäuse von 1745 untergebracht, welches von einer Uhr bekrönt wird.